# Saint-Pol-sur-Ternoise
Saint-Pol-sur-Ternoise là một xã trong vùng Hauts-de-France, thuộc tỉnh Pas-de-Calais, quận Arras, tổng Saint-Pol-sur-Ternoise. Tọa độ địa lý của xã là 50° 22' vĩ độ bắc, 02° 20' kinh độ đông. Saint-Pol-sur-Ternoise nằm trên độ cao trung bình là 87 mét trên mực nước biển, có điểm thấp nhất là 82 mét và điểm cao nhất là 149 mét. Xã có diện tích 8,24 km², dân số vào thời điểm 1999 là 5220 người; mật độ dân số là 633 người/km².

## Thông tin nhân khẩu
| 1962  | 1968  | 1975  | 1982  | 1990  | 1999  |
| ----- | ----- | ----- | ----- | ----- | ----- |
| 5 193 | 5 318 | 5 717 | 5 752 | 5 215 | 5 220 |